# La Châtelaine
La Châtelaine település Franciaországban, Jura megyében. Lakosainak száma 153 fő (2022. január 1.). La Châtelaine Arbois, Chilly-sur-Salins, Ivory, Mesnay, Molain, Les Planches-près-Arbois és Valempoulières községekkel határos.

## Népesség
A település népességének változása:
| Lakosok száma | 111  | 123  | 120  | 137  | 131  | 132  | 139  | 149  | 152  | 153  |
|               | 1968 | 1982 | 1990 | 2006 | 2013 | 2015 | 2017 | 2019 | 2020 | 2022 |